# Кабанаш-де-Торреш
Кабанаш-де-Торреш (порт. Cabanas de Torres; МФА: [kɐ.ˈbɐ.nɐʒ dɨ ˈto.ʁɨʃ]) — парафія в Португалії, у муніципалітеті Аленкер. Розташована в західній частині країни, на теренах історичної португальської провінції Ештремадура. Входить до складу округу Лісабон. За адміністративним поділом, чинним до 1976 року, терени парафії були складовою провінції Ештремадура. Належить до Лісабонського патріархату Католицької церкви. Патрон — Григорій Великий. Площа — 6,8335 км². Населення — 989 ос. (2011). Слабо урбанізований регіон. Густота населення — 144,73 осіб/км²
. Код — 110104.

## Населення
| Кількість мешканців | Кількість мешканців | Кількість мешканців | Кількість мешканців | Кількість мешканців | Кількість мешканців | Кількість мешканців | Кількість мешканців | Кількість мешканців | Кількість мешканців | Кількість мешканців | Кількість мешканців | Кількість мешканців | Кількість мешканців | Кількість мешканців |
| ------------------- | ------------------- | ------------------- | ------------------- | ------------------- | ------------------- | ------------------- | ------------------- | ------------------- | ------------------- | ------------------- | ------------------- | ------------------- | ------------------- | ------------------- |
| 1864                | 1878                | 1890                | 1900                | 1911                | 1920                | 1930                | 1940                | 1950                | 1960                | 1970                | 1981                | 1991                | 2001                | 2011                |
| 447                 | 562                 | 636                 | 687                 | 782                 | 866                 | 1 048               | 1 188               | 1 292               | 1 296               | 1 126               | 1 161               | 1 073               | 1 013               | 989                 |